# قسم فيروزبهرام الريفي (مقاطعة اسلام شهر)
قسم فيروزبهرام الريفي (بالفارسية: دهستان فیروزبهرام) هي منطقة ريفية تقع في Chahardangeh District في إيران. يقدر عدد سكانها بـ 10,882 نسمة .